# Townsend (Massachusetts)
Townsend es un pueblo ubicado en el condado de Middlesex en el estado estadounidense de Massachusetts. En el Censo de 2010 tenía una población de 8.926 habitantes y una densidad poblacional de 104,23 personas por km².

## Geografía
Townsend se encuentra ubicado en las coordenadas 42°39′54″N 71°42′43″O / 42.66500, -71.71194. Según la Oficina del Censo de los Estados Unidos, Townsend tiene una superficie total de 85.64 km², de la cual 84.95 km² corresponden a tierra firme y (0.8%) 0.68 km² es agua.

## Demografía
Según el censo de 2010, había 8.926 personas residiendo en Townsend. La densidad de población era de 104,23 hab./km². De los 8.926 habitantes, Townsend estaba compuesto por el 96.62% blancos, el 0.63% eran afroamericanos, el 0.2% eran amerindios, el 0.84% eran asiáticos, el 0% eran isleños del Pacífico, el 0.39% eran de otras razas y el 1.32% pertenecían a dos o más razas. Del total de la población el 1.83% eran hispanos o latinos de cualquier raza.